# Margarita Mariscal de Gante
Margarita Mariscal de Gante y Mirón (Madrid, 10 de enero de 1954) es una política y jurista española, que fue ministra de Justicia en el primer Gobierno de José María Aznar, siendo así la primera mujer que se ponía al frente de dicha cartera. Es hija de Jaime Mariscal de Gante, policía y juez de la dictadura franquista.

## Biografía
Nacida el 10 de enero de 1954 en la ciudad de Madrid. Estudió Derecho en la Universidad Complutense de Madrid, y en 1980 ingresó en la carrera judicial, ocupando una plaza en el juzgado de Aguilar de la Frontera (Córdoba), y posteriormente de Aranjuez. En 1986 fue nombrada magistrada del Juzgado de Primera Instancia de Madrid, y el 6 de noviembre de 1990  fue nombrada vocal del Consejo General del Poder Judicial.
Al finalilzar su carrera política, Mariscal regresó a la carrera judicial en abril de 2004, primero en el Tribunal Superior de Justicia de Madrid, y posteriormente como magistrada en el Registro Civil Central de Madrid, donde estuvo hasta 2012.
Entre 2012 y 2021 fue consejera del Tribunal de Cuentas, elegida por parte del Senado.
Es magistrada en la Audiencia Provincial de Madrid.

## Actividad política
Con la victoria del Partido Popular en las elecciones generales de 1996 fue nombrada ministra de Justicia por parte de José María Aznar en la formación de su primer Gobierno, cargo que desarrolla hasta el final de la legislatura.  
En las elecciones generales del año 2000 fue elegida diputada al Congreso de los Diputados por la circunscripción electoral de Albacete. Desde abril de 2002 a enero de 2004 fue vicepresidenta primera de la Mesa del Congreso.

## Reconocimientos
En 2024 recibió el Premio de Honor de la Asociación Women in a Legal World.